# Dee Lagoon
Dee Lagoon är en lagun i Australien. Den ligger i delstaten Tasmanien, i den sydöstra delen av landet, omkring 89 kilometer nordväst om delstatshuvudstaden Hobart. Dee Lagoon ligger 657 meter över havet. Arean är 5,8 kvadratkilometer. Den sträcker sig 6,1 kilometer i nord-sydlig riktning, och 4,0 kilometer i öst-västlig riktning.
Följande samhällen ligger vid Dee Lagoon:
- Dee (120 invånare)

I omgivningarna runt Dee Lagoon växer i huvudsak städsegrön lövskog. Trakten runt Dee Lagoon är nära nog obefolkad, med mindre än två invånare per kvadratkilometer. Genomsnittlig årsnederbörd är 1 078 millimeter. Den regnigaste månaden är september, med i genomsnitt 130 mm nederbörd, och den torraste är februari, med 46 mm nederbörd.